# Приземяване
„Приземяване“ е български игрален филм (драма, семеен) от 1986 година на режисьора Румяна Петкова, по сценарий на Невелина Попова. Оператор е Светлана Ганева. Музиката във филма е композирана от Райчо Любенов.

## Сюжет
Христина е млада, интелигентна жена, която има любима, престижна работа, семейство и любовник интелектуалец. Това, което не ѝ стига е време – време да осмисли това, което става около нея. Един нещастен случай, при който загива дете, приятел на сина ѝ, става поводът Христина да спре и да се огледа около себе си. В нейния запълнен до крайност живот всичко се е оказало половинчато: полуизкуство, полулюбов, полусемейство, полуприятелство. Чуждото нещастие я кара да се замисли за личната ѝ отговорност. Тя разбира, че човекът трябва не само да излети, но и да се опита да се приземи, да се опита да разбере каква е нравствената цена на постигнатото в живота.

## Актьорски състав
- Пламена Гетова – Христина Данева
- Детелина Лазарова – Катя
- Васил Михайлов – Димовски
- Ивайло Христов – Иван
- Георги Кишкилов
- Маргарита Кондова – Кака Йорданка
- Андрей Андреев – Борето
- Юрий Яковлев – Павлов
- Никола Вучков – Мишо
- Велимир Овчаров – Ники
- Елтемир Денев – Заро

В епизодите:
- Хр. Куновски
- М. Карел
- В. Караламбова
- Мая Зуркова (като М. Зуркова)
- Валентина Борисова (като В. Борисова)
- В. Дикова
- С. Лилов
- Г. Георгиев
- Б. Вулпе
- Н. Трицветна
- Ж. Караиванова
- Ст. Георгиев
- Г. Мамалев
- П. Гетов
- М. Калъпова
- В. Тодорова
- Г. Илчев
- М. Събев
- Л. Константинов
- Е. Попова
- П. Батаклиев
- Д. Димитрова
- Бр. Чолакова
- Кр. Капанов
- Н. Пенчева
- К. Влайкова

и др.